# Valle del Besaya
El valle del río Besaya es uno de los valles de la zona central de Cantabria (España).

## Descripción
A diferencia de otros valle cántabros, tiene un marcado carácter industrial, especialmente en su zona baja y media, manteniéndose aún las actividades rurales y agrarias, especialmente en la zona alta.
El hecho de que en la parte baja del valle se ubique Torrelavega, uno de los principales centros industriales de Cantabria, ha marcado enormemente el desarrollo del valle, que es especialmente dependiente de este foco industrial y de otros menores como el de Corrales de Buelna.

## Comunicaciones
Este valle ha sido tradicionalmente la principal vía de comunicación entre la costa de Cantabria y Castilla, debido a que su orografía es mucho menos complicada que la de otros valles cántabros y es un valle bastante amplio para lo que suele ser habitual en Cantabria. De hecho en la actualidad, las principales vías de comunicación de Cantabria con el interior de la península ibérica discurren por este valle, por ejemplo la Autovía A-67 o la línea de ferrocarril Santander-Palencia.
- Datos: Q24350025